# Junilistan
Junilistan (Junilijst) is een politieke partij in Zweden. De partij is opgericht in 2004. De leider van de partij is Nils Lundgren. Bij de Europese Parlementsverkiezingen van 2004 haalde de partij 3 zetels in het Europees Parlement. Een parlementslid stapte later echter over naar de christendemocraten. Bij de Zweedse parlementsverkiezingen van 2006 behaalde de partij 26.072 stemmen (0,47 %). Dit was ver beneden de kiesdrempel van 4 %, waardoor de partij niet in staat was een zetel in het parlement op te eisen.